# Shenzhen Stock Exchange
De Shenzhen Stock Exchange is een effectenbeurs in de Chinese stad Shenzhen. De architect van het gebouw is Rem Koolhaas met zijn Office for Metropolitan Architecture.

## Beschrijving
Het is een van de drie effectenbeurzen van China, naast de beurs van Shanghai en de Hong Kong Stock Exchange. Gemeten naar marktkapitalisatie is de beurs van Shenzhen de negende beurs van Azië. De beurs ging van start op 1 december 1990.
De reguliere handel is mogelijk tussen 9:30 en 15:00 van maandag tot en met vrijdag. De Chinese overheid heeft de beurs in september 2000 tijdelijk gesloten omdat ze de beurs wilde laten fuseren met de beurs van Shanghai. De beurs van Shenzhen zou een NASDAQ achtige setting moeten krijgen. De sluiting was van korte duur, en sinds januari 2009 heeft de beurs een elektronische schermenbeurs geopend voor jonge technologie bedrijven.
Per juli 2008 waren 730 ondernemingen genoteerd aan de beurs met een gezamenlijke beurswaarde van meer dan 500 miljard dollar.